# Eingabe-/Ausgabewerk
Eingabe-/Ausgabewerk steht im Konzept des Von-Neumann-Rechners (VNR) für die Logik, die den Computer mit „draußen“ verbindet. „Draußen“ bedeutet dabei nicht „außerhalb des Gehäuses“, sondern „nicht mehr zu dem eigentlichen, universellen VNR-Konzept gehörend“. In einem modernen PC bildet der Prozessor das Rechenwerk und das Steuerwerk, die Northbridge mit dem RAM das Speicherwerk und der Rest ab der Southbridge bildet das Eingabe-/Ausgabewerk.
Eine Grafikkarte, für die allermeisten Rechner notwendiges Bauteil zur Kommunikation mit dem Benutzer, ist bereits „draußen“ – und heutzutage bereits ein spezialisierter Rechner für sich. Zu dem Ein-/Ausgabewerk gehören also zum Beispiel der PCI-Bus für Einsteckkarten ebenso wie ein SCSI-Interface zum Anschluss von Peripheriegeräten und auch „klassische“ parallele (z. B. Drucker) und serielle (z. B. Maus) Schnittstellen.